# QSO B0702+749
QSO B0702+749 是一個位在 鹿豹座的類星體。

## 外部連結
- Simbad
- www.jb.man.ac.uk/atlas/（页面存档备份，存于）